# Schenkeliobunum
Schenkeliobunum is een geslacht van hooiwagens uit de familie Sclerosomatidae.
De wetenschappelijke naam Schenkeliobunum is voor het eerst geldig gepubliceerd door Starega in 1964. 

## Soorten
Schenkeliobunum is monotypisch en omvat slechts de volgende soort:
- Schenkeliobunum tuberculatus